# アリーヴァ
アリーヴァ（Arriva plc)は、イギリス・サンダーランドに本社を置くバス・鉄道運行会社。バスや鉄道の運行をドイツ、デンマーク、スウェーデン、イタリア、スペイン、オランダ、ポルトガル等国内外15国で展開している。

## 歴史
1938年にT・カウイー（T Cowie Ltd.）として創業し、中古オートバイの販売から始めて次第に自動車販売・レンタカーへと業容を拡大した。1980年には買収によりバス運行に参入し、業界の規制緩和後に集約が起こるなか、ファーストグループに次ぐイギリス2位のバス事業者となった。1994年にT・カウイーはカウイー・グループに社名変更し、1997年にはさらにアリーヴァと改称した。
2010年、フランス国鉄（SNCF）とドイツ鉄道による買収競争の結果、ドイツ鉄道の子会社となり、ロンドン証券取引所から上場廃止となった。2023年10月、ドイツ鉄道はアリーヴァを投資会社I Squared Capitalに売却することを発表し、2024年6月に売却が完了した。

## 運営会社

### イギリス

#### バス運行

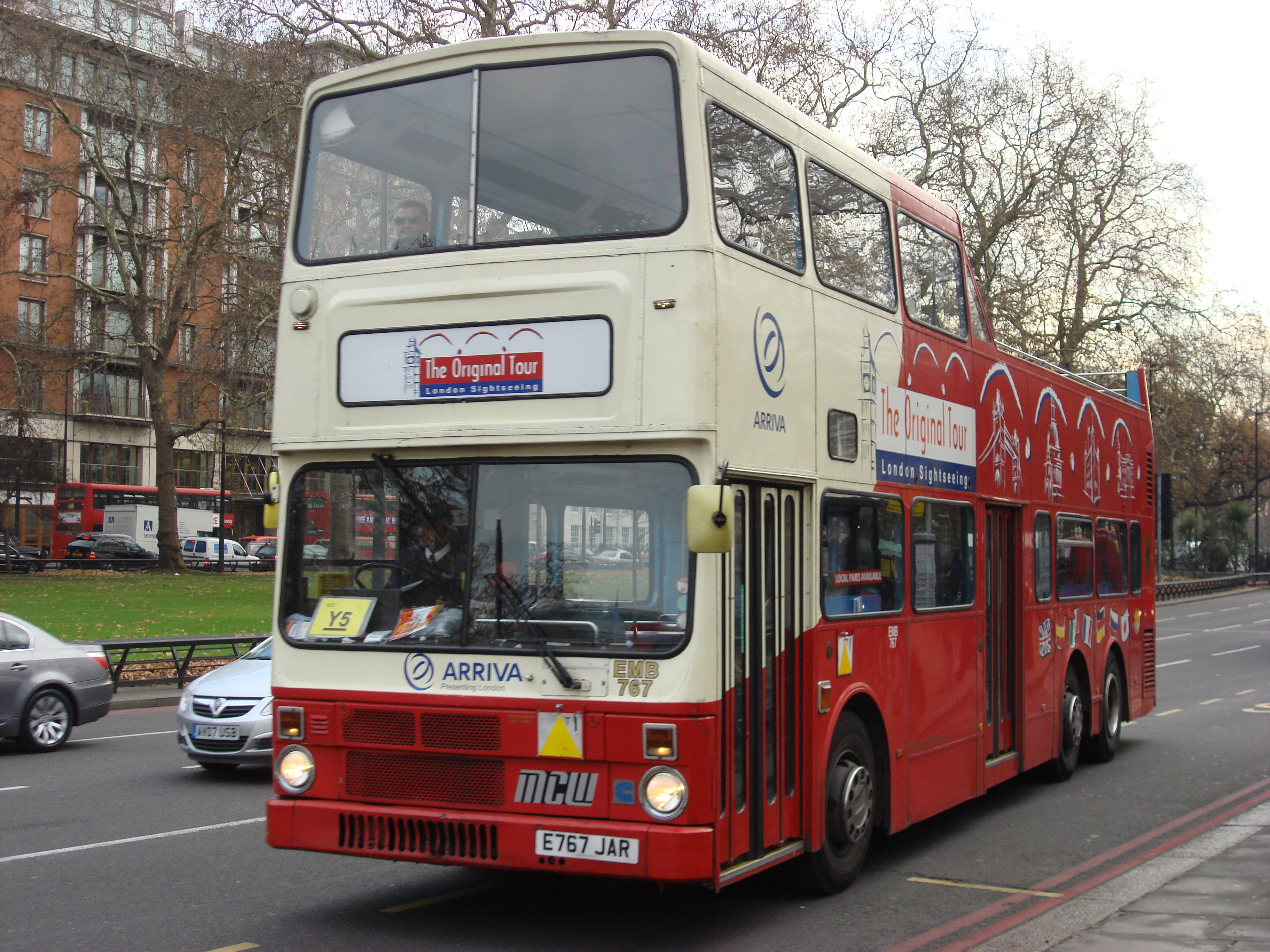
ザ・オリジナル・ツアーのバス車両

- グリーン・ライン・コーチーズ, operates express coach service between the London and the Home Counties. Also runs the Green Line Colonnades Coach Station which is also used by Megabus and is across the road from Victoria Coach Station, the main terminus for most National Express coach services.

- アリーヴァ・ロンドン
- アリーヴァ・ミッドランド
- アリーヴァ・ノース=イースト
- アリーヴァ・ノース=ウェスト&ウェールズ
- アリーヴァ・スコットランド・ウェスト
- アリーヴァ・ヨークシャー
- アリーヴァ・ノースハムブリア
- オリジナル・ロンドン・サイトシング・ツアー
- アリーヴァ・シャイヤズ&エセックス - MKメトロを所有している。
- アリーヴァ・サザン・カウンティーズ - アリーヴァ・ギルドフォード・アンド・ウェスト・サリーとアリーヴァ・サウスエンド
- ニュー・エンタープライズ・コーチーズを含める。
- ザ・ヘレテイジ・フリート

#### 鉄道

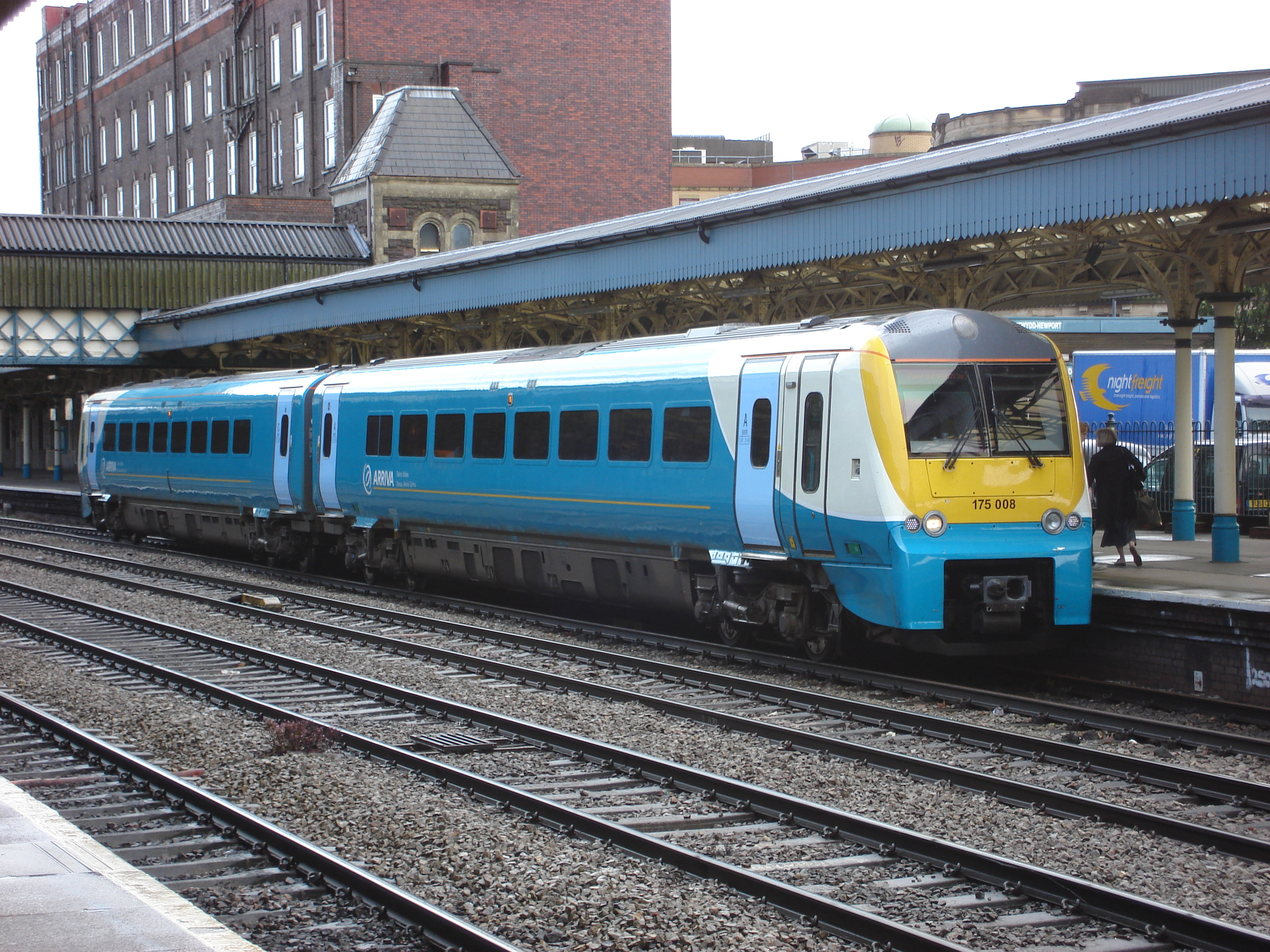
アリーヴァ・トレインズ・ウェールズの175系気動車

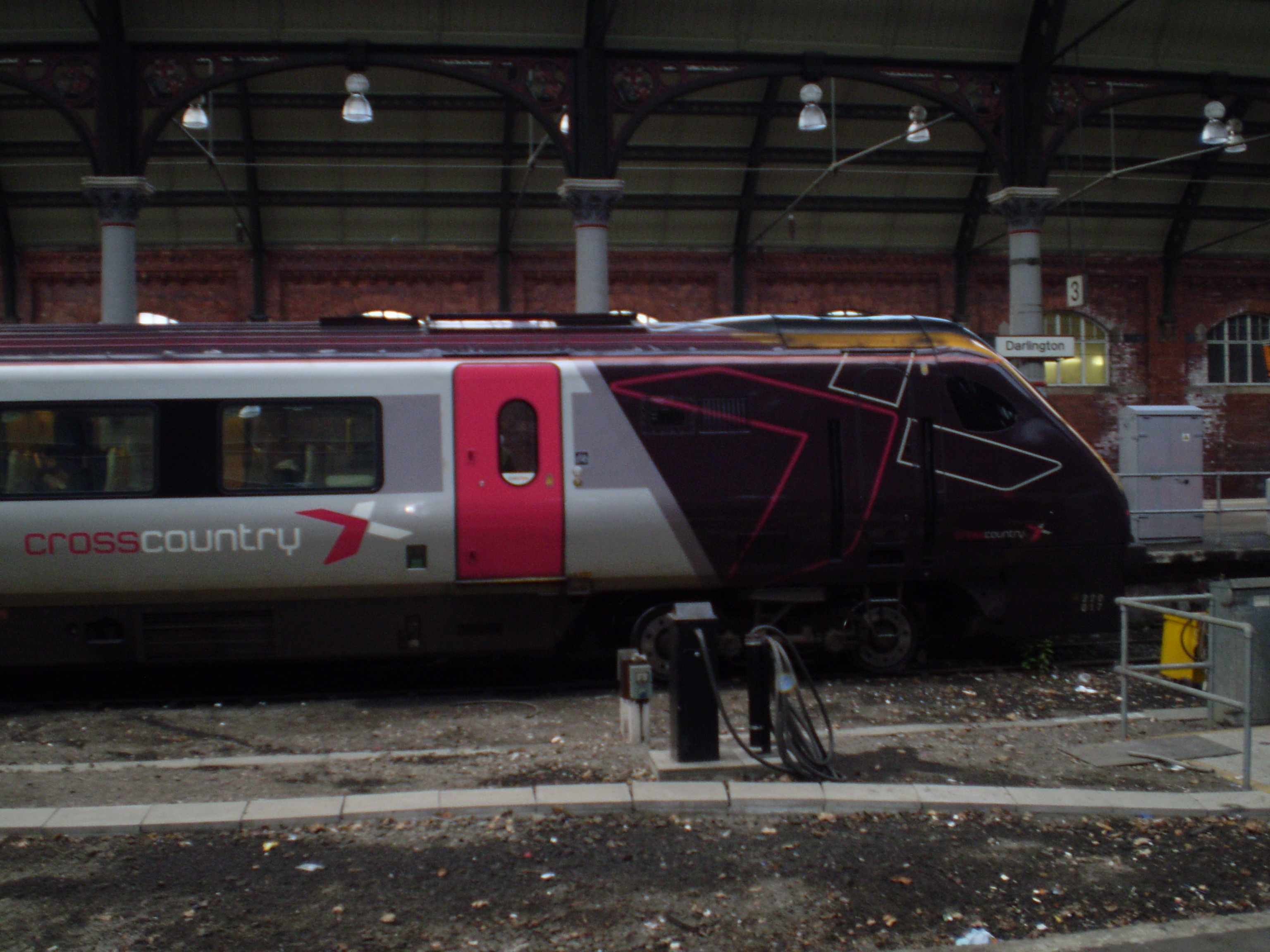
クロスカントリーの220系気動車

- アリーヴァ・トレインズ・ウェールズ (2003年-)
  - ウェールズ全土とイングランドのウェールズ隣接地域、バーミンガム、マンチェスターへの旅客列車運行。

- クロスカントリー (2007年11月-)
  - 2007年11月より、ヴァージン・クロスカントリーが運行していた大部分の路線とセントラル・トレインズの一部の路線を引き継ぎ、長距離列車を運行している。路線網はイングランド、ウェールズ、スコットランドに跨る。

以下は、かつて運行を行っていた鉄道会社。
- アリーヴァ・トレインズ・ノーザン (2001年-2004年12月)
  - イングランド北部。現在はファースト・トランスペナイン・エクスプレスとノーザン・レールが運行を引き継いでいる。
- アリーヴァ・トレインズ・マージサイド (1999年-2003年)
  - リバプール周辺の第三軌条電車路線。現在はマージーレールが運行を行っている。

## 参照
- バス運営組織一覧
- 鉄道運営組織一覧